# KKKill the Fetus
KKKill the Fetus — третій студійний альбом американського репера Esham, виданий 16 червня 1993 р. Тексти пісень на платівці присвячені темам аборту та вбивства. У треці «KKKill the Fetus» автор радить наркозалежним жінкам робити аборт, щоб потім не виховувати своїх дітей.
Багато пісень на альбомі короткі за тривалістю. Для створення деяких композицій використано велику кількість семплів. У 2009 р. журнал Fangoria назвав реліз культовим гороркор-альбомом.

## Список пісень
Автор музики й слів: Esham.
| #   | Назва                                       | Тривалість |
| --- | ------------------------------------------- | ---------- |
| 1.  | «What Is Evil»                              | 2:17       |
| 2.  | «Symptoms of Insanity»                      | 3:12       |
| 3.  | «Runnin' from Me!»                          | 1:43       |
| 4.  | «Voices in My Head»                         | 3:07       |
| 5.  | «No Singing/Misery»                         | 3:25       |
| 6.  | «Jackie»                                    | 2:37       |
| 7.  | «Game of Death» (з участю Mastamind та TNT) | 4:16       |
| 8.  | «Headache/Wet Day Dreamer»                  | 2:31       |
| 9.  | «Hot Booty»                                 | 2:59       |
| 10. | «I Thought U Knew»                          | 3:23       |
| 11. | «If This Ain't Hell»                        | 4:00       |
| 12. | «My Understanding Is Zero»                  | 1:25       |
| 13. | «Perpetration»                              | 2:56       |
| 14. | «Freak Nasty»                               | 3:19       |
| 15. | «Headhunter» (з участю Mastamind)           | 3:35       |
| 16. | «KKKill the Fetus»                          | 4:47       |
| 17. | «Don't Blame Me»                            | 3:23       |
| 18. | «You Still Hoe'n»                           | 2:39       |
| 19. | «Sunshine»                                  | 3:33       |
| 20. | «My Mind's Blowin' Up!»                     | 3:38       |
| 21. | «Get on Down»                               | 3:13       |
| 22. | «666»                                       | 3:33       |
| 23. | «Hellterskkkelter»                          | 3:47       |